# Eparchia di Oral

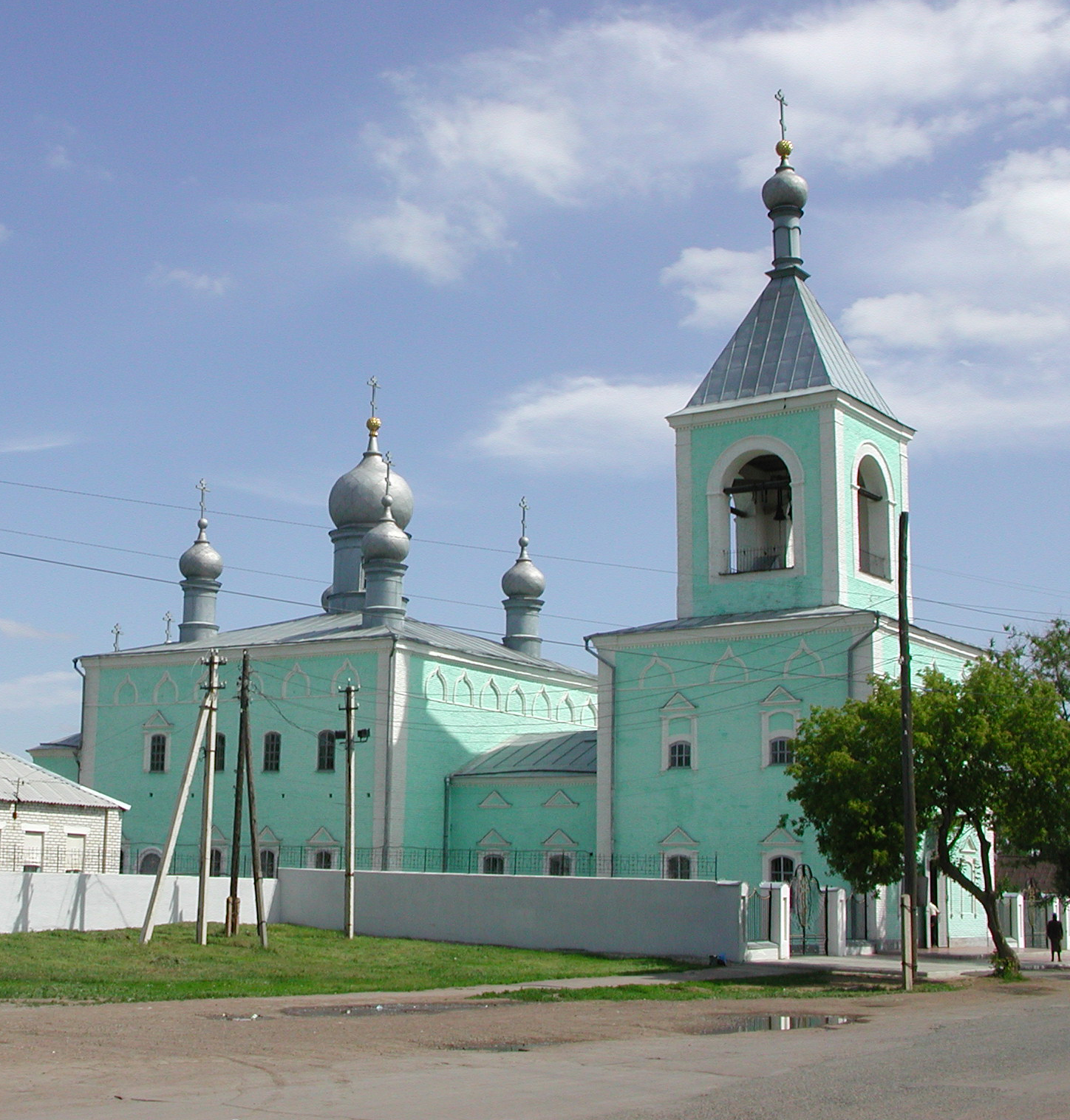
Cattedrale di San Michele

L'eparchia di Oral e Aqtöbe (in russo: Уральская и Актюбинская епархия, kazako: Орал және Атырау епархиясы) è una delle dieci eparchie ortodosse russe in Kazakistan, che costituiscono il "Distretto metropolitano della Chiesa ortodossa russa nella Repubblica del Kazakistan" (in russo Митрополичий округ Русской Православной Церкви в Республике Казахстан?). L'eparchia ha sede a Oral, dove si trova la cattedrale di San Michele.

## Storia
Il 7 novembre del 1908 venne istituito il vicariato di Oral nell'ambito dell'eparchia di Samara, vicariato che divenne eparchia indipendente a partire dal 5 ottobre del 1916.
Il 30 gennaio del 1991, l'eparchia di Oral e Guriev includeva un territorio le regioni di Aktobe, Atyrau, Kazakistan Occidentale, Qostanay e Mangghystau.
Il 6 ottobre del 2010 l'eparchia ha ceduto parte del suo territorio in favore dell'erezione dell'Eparchia di Qostanaj.
Il 4 ottobre 2012 gli eparchi hanno assunto il titolo di "vescovi di Oral e Aqtöbe".
Il 24 marzo 2022 ha ceduto un'ulteriore porzione di territorio a vantaggio dell'erezione dell'eparchia di Aqtöbe e contestualmente agli eparchi è stato concesso il nuovo titolo di "vescovi di Oral e Atyrau".